# Paulo Machado de Carvalho
Paulo Machado de Carvalho (São Paulo, 9 de novembro de 1901 — São Paulo, 7 de março de 1992) foi um advogado e empresário brasileiro.
Conhecido nacionalmente com o título de Marechal da Vitória por ter sido o chefe da delegação brasileira em duas Copas do Mundo, é considerado o maior responsável "fora de campo" pelas conquistas das Copas do Mundo de 1958 e de 1962; por causa disso, o Estádio do Pacaembu, em São Paulo é batizado oficialmente de Estádio Municipal Paulo Machado de Carvalho em sua homenagem.
Além disso, foi responsável pela criação de vários veículos de comunicação atuais (tanto no rádio quanto na televisão), sendo o fundador e patrono da Record e também da Rádio Sociedade Record, atual Rádio Record, conhecida também como a "Voz de São Paulo" na Revolução Constitucionalista de 1932 e uma das ferramentas fundamentais para o sucesso dos ideais revolucionários.

## Biografia

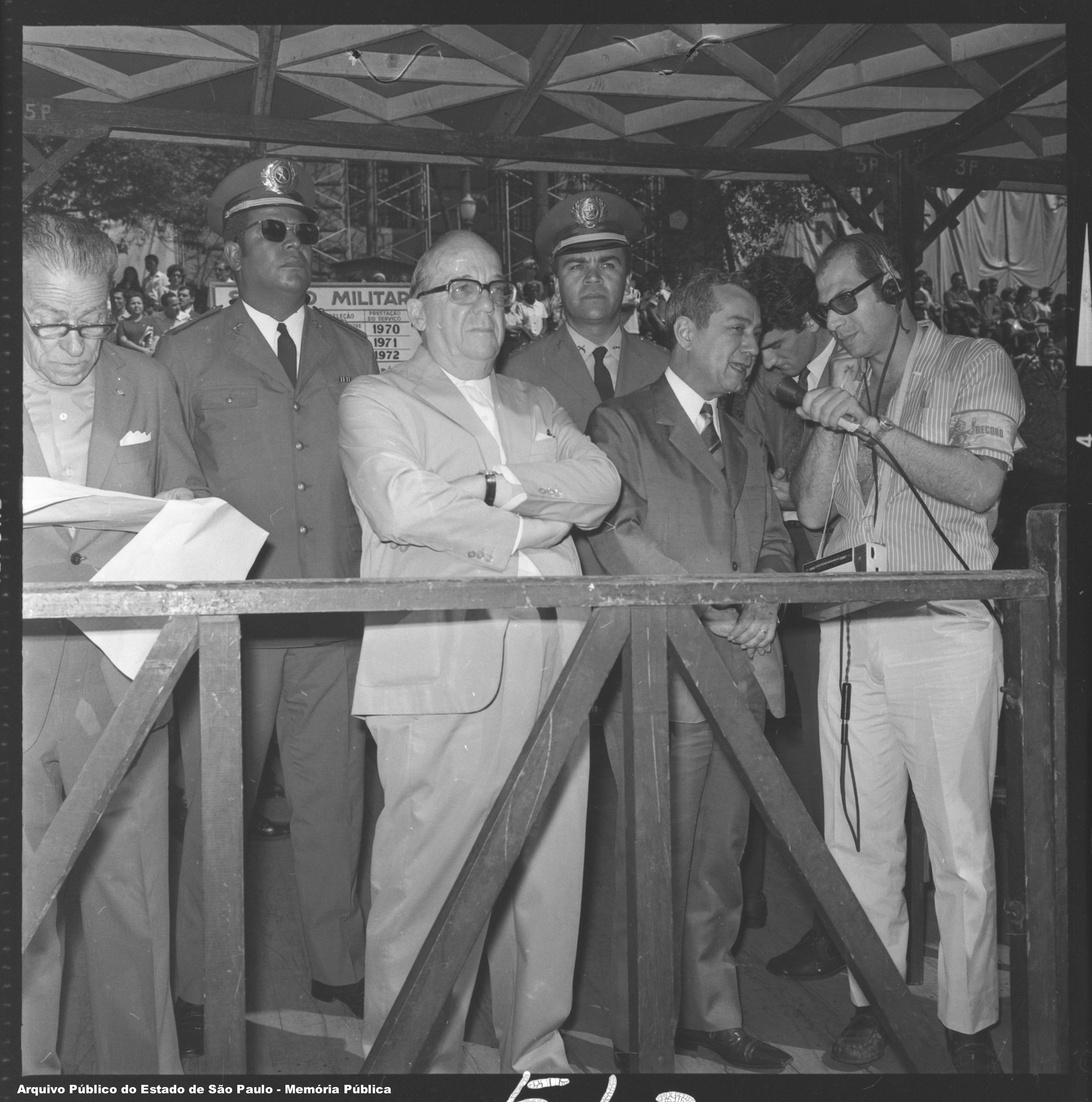
Paulo Machado e o governador de São Paulo Laudo Natel assistem ao XV Campeonato Infanto-Juvenil de Bandas e Fanfarras.

Paulo Machado de Carvalho estudou direito, na Faculdade do Largo São Francisco, e depois foi para a Suíça aprimorar seus estudos. Voltou ao Brasil cheio de sonhos, mas sua paixão logo se dirigiu ao rádio, que estava recém-inaugurado no Brasil. 

### A carreira no rádio e na TV
Em 1931, Paulo Machado de Carvalho adquiriu a Rádio Record e criou a Associação das Emissoras de São Paulo. O estúdio da Record ficava na Praça da República e, apesar de pequeno, reunia orquestras inteiras para a apresentação de programas musicais. 
Nos primeiros anos de trabalho, Paulo Machado de Carvalho fez de tudo no rádio: selecionou músicas, arquivou discos, dirigiu programas. Durante a época em que estava na Record, participou da produção do primeiro jornal falado da rádio, comandado por Assis Chateaubriand. Em 1944 adquiriu a Rádio Panamericana, que passou a integrar o Grupo das Emissoras Unidas e em 1965 mudaria seu nome para Jovem Pan.
Em 27 de setembro de 1953, Paulo inaugurou a TV Record, realizando um outro sonho que alimentava desde a chegada da televisão ao Brasil três anos antes, em 1950. A emissora entrou no ar com o que tinha de mais moderno à época, com todos os equipamentos importados dos Estados Unidos e entregues no Porto de Santos. Antes da Record havia mais duas emissoras de TV em São Paulo, a TV Tupi e a TV Paulista.
A TV Record teve fases de rede nacional de televisão que não deram certo: em 1959, foi formada a Rede de Emissoras Unidas de Rádio e Televisão, em 1968, a Rede de Emissoras Independentes, a REI.
Como empresário, destacou-se na área de mídia formando um grupo de empresas do setor que incluía as seguintes emissoras: TV Record, Rádio Record, Rádio Excelsior, Rádio São Paulo, Rádio Panamericana (Jovem Pan) AM e Rádio Panamericana (Jovem Pan) FM. Algumas dessas emissoras foram vendidas posteriormente, como a Rádio Excelsior, que atualmente pertence às Organizações Globo, utilizando a denominação Central Brasileira de Notícias (CBN).
Em 1989, sua família com a família de Silvio Santos se viu obrigada a vender a TV e Rádio Record para o empresário Edir Macedo, líder da Igreja Universal do Reino de Deus. Na época a emissora também pertencia a Silvio Santos, pois ele havia comprado cerca de metade dela em 1972. Com a compra, a emissora foi reerguida e tornou-se, em 1990, uma rede nacional de televisão, chamada Rede Record. Edir Macedo é o dono da rede até hoje.
Atualmente, apenas as rádios Jovem Pan AM e FM pertencem à família Machado de Carvalho e são dirigidas por seu neto Antônio Augusto Amaral de Carvalho Filho, conhecido como Tutinha. A FM Record foi vendida para as Organizações Sol Panamby, um grupo empresarial e conglomerado de mídia brasileiro da família Quércia com o nome de Nova FM Record, depois Nova FM e atualmente NovaBrasil FM.

### A carreira esportiva

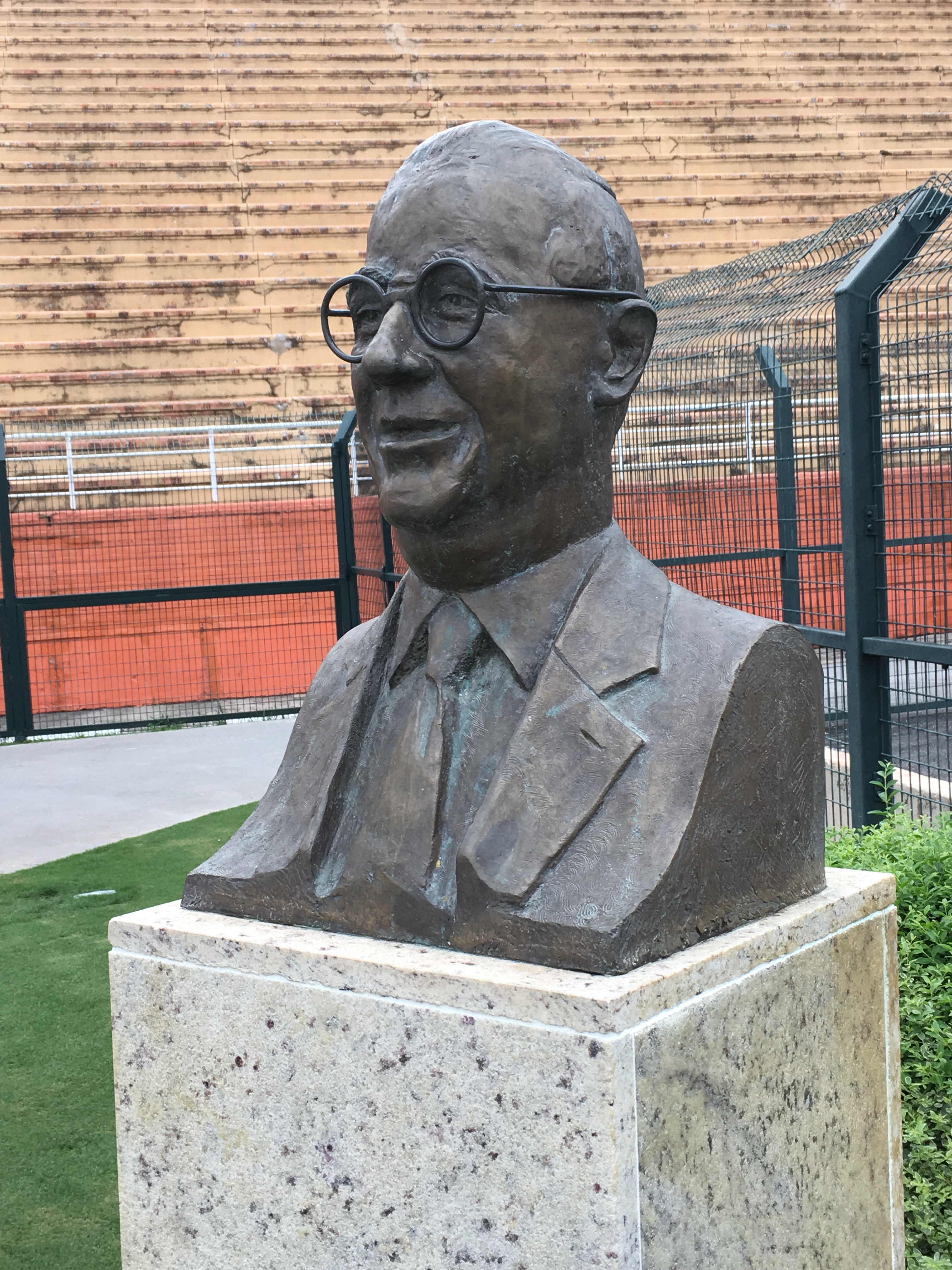
Busto de Paulo Machado de Carvalho, por Luis Morrone (1992), exposto no Estádio do Pacaembu, que oficialmente, leva o seu nome

Na área esportiva, Paulo Machado foi vice-presidente do São Paulo Futebol Clube em 1934, presidente entre 1946 e 1947, e vice-presidente entre 1955 e 1956. A partir do ano seguinte, assumiu o departamento de Futebol e chegou a pagar torcedores para vaiar o time quando jogava mal no primeiro tempo e, no intervalo, mostrava a reação da torcida aos jogadores em busca de "reações heroicas".
Ao lado de João Havelange, então presidente da Confederação Brasileira de Desportos (CBD), foi dirigente do futebol brasileiro, tendo sido chefe das delegações campeãs mundiais de 1958 (Suécia) e 1962 (Chile), o que lhe valeu o apelido de "Marechal da Vitória". Na ocasião da primeira conquista, foi convidado por Havelange e preparou o plano para a Copa desde meados de 1957. "Olha, doutor Paulo", pediu Havelange. "Preciso de uma seleção que faça o povo esquecer a de 1950, uma seleção vitoriosa, um time campeão. E porque eu preciso de tudo isso é que o quero como seu chefe. Arme tudo como quiser. Com carta branca". O plano foi elaborado com a colaboração de jornalistas com experiência no futebol e foi transformado em um livro chamado O Plano Paulo Machado de Carvalho. Nos últimos preparativos, já na Suécia, era vítima constante das brincadeiras de Mané Garrincha, que aparecia com o dedo imitando um revólver e dizia "Doutor Paulo, 'teje' preso", para, algum tempo depois, voltar e dizer "Teje solto".
Quando o Brasil teve de jogar a final com seu segundo uniforme, azul (a estreia do dito uniforme, pois a equipe não havia levado à Suécia um jogo de uniformes reservas, e assim foi necessário comprar os uniformes antes da final e costurar nas camisas o escudo da CBD), Carvalho, para tranquilizar os jogadores, teria dito que o uniforme lhes daria sorte, pois era da cor do manto de Nossa Senhora Aparecida "Por ocasião do sorteio das camisas, fiquei sabendo que houve um golpe, porque tinha sido feito sem o conhecimento do Brasil", contaria. Ele então decidiu não contar aos jogadores sobre o sorteio, apresentando a camisa como uma decisão: "Olha, turma, O Brasil vai jogar com a camisa azul, porque é a cor do manto de Nossa Senhora Aparecida". Em entrevista ao jornal Popular da Tarde, em 1970, Carvalho vangloriou-se da medida: "É, meu filho. Muita gente não sabe, mas esse golpe de bastidores é muito importante. E eu sei fazer isso." (Pelé, no entanto, disse em entrevista a ’O Estado de S. Paulo em 2008 não se lembrar deste fato). Carvalho já tinha fama de supersticioso naquela Copa, por causa do terno Voltando ao Brasil para desfilar em carro aberto com os jogadores, não se cansou de mostrar a taça ao povo. Na viagem ao Chile, para aquela que seria a segunda conquista do Brasil, Paulo mostrou toda sua superstição ao usar o mesmo terno marrom que usava todos os dias "para dar sorte" na Copa anterior, que tinha virado motivo de piada entre os jogadores.
Em razão das boas campanhas futebolísticas e da brilhante carreira empresarial, recebeu homenagem da prefeitura de São Paulo: o Estádio do Pacaembu leva o seu nome desde 1961, como homenagem prestada pelo então prefeito Prestes Maia. Em 1970 foi eleito para seu último cargo esportivo, vice-presidente da Federação Paulista de Futebol.

### A família
Filho de Antonio Marcelino de Carvalho (12 de junho de 1872–14 de fevereiro de 1920), negociante bem-sucedido que chegou à presidência da Associação Comercial de São Paulo, e Brasília Leopoldina Machado de Oliveira, filha do governador do Paraná, Brasílio Augusto Machado de Oliveira, e neta do Brigadeiro José Joaquim Machado de Oliveira.
Era irmão de Marcelino de Carvalho, mestre de etiqueta nos anos de 1950, tendo seus livros permanecido clássicos nas décadas seguintes.
Casou-se em 12 de maio de 1923 com Maria Luiza Chaves do Amaral (1904–1985), filha de Erasmo do Amaral e Eponina Pacheco Chaves. Eponina era irmã de Eduardo Pacheco Chaves, filha de Anesia da Silva Prado e neta de Martinho da Silva Prado.
Foram pais de:
- Paulo Machado de Carvalho Filho (São Paulo, 25 de abril de 1924–São Paulo, 14 de setembro de 2010).
- Erasmo Alfredo Amaral de Carvalho (São Paulo, 19 de outubro de 1925–São Paulo 12 de junho de 1990)
- Antônio Augusto Amaral de Carvalho (mais conhecido como Seo Tuta ou como A.A.A. de Carvalho, São Paulo, 28 de abril de 1931-São Paulo, 4 de novembro de 2024)

### Na cultura popular
Em 1988, Paulo Machado de Carvalho foi o o tema do enredo da escola de samba Rosas de Ouro para o Carnaval: "Carvalho, madeira de lei — Paulo Machado de Carvalho." A escola da Brasilândia terminou o concurso na sexta colocação, entre doze escolas.